# Dragon Lee (acteur)
Ne doit pas être confondu avec Místico II ou Dragon Lee II.
Dragon Lee, nom de scène de Moon Kyeong-seok (문경석, né le 12 août 1958), parfois appelé Bruce Lei, est un acteur et artiste martial sud-coréen qui a joué dans de nombreux films d'art martiaux hongkongais dans les années 1970 et 1980 dans la peau d'un ersatz de Bruce Lee au moment de la Bruceploitation.

## Biographie
Il apprend le taekwondo auprès de son ami et acteur Kim Tai-chung, qui est la doublure de Bruce Lee dans les scènes finales du Jeu de la mort. Il étudie également le hapkido auprès de Hwang In-shik, qui apparaît aux côtés de Bruce Lee dans La Fureur du dragon.
Un jour, alors qu'il est au cinéma, un homme lui dit qu'il ressemble à Bruce Lee et l'aide à commencer une carrière grâce à ses contacts avec des réalisateurs à Hong Kong.
Dans sa vingtaine, Dragon Lee part pour Hong Kong et joue dans de nombreux films d'arts martiaux, souvent crédité sous le nom de « Bruce Lei », dont le plus important est surtout le semi-documentaire The Real Bruce Lee (en) (1977).
Il retourne ensuite dans son pays à Séoul où il devient producteur et acteur à la télévision et dirige une association d'acteurs sud-coréens.

## Filmographie
- Superfist (1975)
- Wild Dragon Lady (1976)
- The Magnificent Duo (1976)
- The Real Bruce Lee (1977)
- The 18 Amazones (1977)
- Dragon Lee vs. The Five Brothers (1978)
- Enter Three Dragons (1978)
- Enter the Deadly Dragon (1978)
- Fist of Dragon (1978)
- The Dragon, the Hero (1979)
- La Fièvre du kung fu (1979)
- Fist of Fury '81 (1979)
- Golden Dragon, Silver Snake (1980)
- The Clones of Bruce Lee (1981)
- Mission For the Dragon (1980)
- Champ Against Champ (1980)
- The Dragon's Showdown (1980)
- Enter the Invincible Hero (1981)
- Strike of Thunderkick Tiger (1981)
- Dragon Lee Fights Back (1981)
- The Dragon's Snake Fist (1981)
- Secret Ninja, Roaring Tiger (1982)
- Dragon Claws (1982)
- Martial Monks of Shaolin Temple (1983)
- Ninja Champion (1986)
- Crime Stopper (1990)
- The Nationwide Constituency (1991)
- The Nationwide Constituency 2 (1994)
- Emperor of the Underworld (1994)
- King`s Women (2000)
- I'm Not Bruce (2015)

### Come producteur
- Two Man (1995)

### Documentaire
- Amazing Masters (2000)